# گلیکو آلکالوئید
گلیکو آلکالوئیدها (به انگلیسی: Glycoalkaloid) نوعی از ترکیبات بالقوه سمی هستند که در گیاهان خانواده سیب زمینی دیده می‌شوند. این ترکیبات در تمام اندام‌های سیب زمینی یافت می‌شوند و بالاترین غلظت آن‌ها در گل‌ها وجود دارد. از جمله خطرات این سم ها برای دستگاه عصبی است.

آلفا-سولانین